# Hicham Bellani
Hicham Bellani (15 september 1979) is een Marokkaanse hardloper die gespecialiseerd is in de 3000 en 5000 meter. Hij nam deel aan de Olympische Spelen 2004 in Athene. Op de 5000 meter eindigde hij negende.

## Persoonlijke records
- 1500 meter - 3.33,71 min (2007)
- 3000 meter - 7.33,71 min (2006)
- 5000 meter - 12:55.52 min (2006)
- 10000 meter - 29:43.39 min (2009)
- Halve marathon - 1:01.44 uur (2003)